# Michel Grandjean (Eiskunstläufer)
Michel Olivier Grandjean (* 12. April 1931; † 11. Dezember 2010 in Pennsylvania, USA) war ein Schweizer Eiskunstläufer, der im Paarlauf startete. 
Seine Eiskunstlaufpartnerin war seine Schwester Silvia Grandjean. Von 1952 bis 1954 wurden sie Schweizer Meister. Ihr erfolgreichstes Jahr war 1954. Erst wurden sie in Bozen Europameister und dann in Oslo Vizeweltmeister hinter den Kanadiern Frances Dafoe und Norris Bowden. Dies sind bis heute der einzige Europameisterschaftstitel und die einzige Weltmeisterschaftsmedaille für die Schweiz im Paarlauf. Bei ihren einzigen Olympischen Spielen belegten sie 1952 in Oslo den siebten Platz.

## Ergebnisse

### Paarlauf
(mit Silvia Grandjean)
| Wettbewerb / Jahr         | 1951 | 1952 | 1953 | 1954 |
| ------------------------- | ---- | ---- | ---- | ---- |
| Olympische Winterspiele   |      | 7.   |      |      |
| Weltmeisterschaften       | 7.   | 6.   | 4.   | 2.   |
| Europameisterschaften     | 4.   | 4.   |      | 1.   |
| Schweizer Meisterschaften |      | 1.   | 1.   | 1.   |